# Archibald Query
Archibald Query inventó en 1917 la crema de malvavisco, desarrolló la receta en su cocina y la comercializó casa por casa. Con el advenimiento de la Primera Guerra Mundial, tuvo problemas con el abasto de azúcar, uno de los ingredientes básicos. Cuando el negocio empezó a tener problemas, vendió los derechos de su receta a dos productores de dulces H. Allen Durkee y Fred Mower, por la cantidad de 500 dólares La crema de malvavisco se usa junto con la crema de cacahuate para crear el Fluffernutter.
El Fluffernutter es uno de los sándwiches más característicos del estado de Massachusetts, en Estados Unidos.